# Socorro (Novo México)
Socorro é uma cidade localizada no estado americano de Novo México, no Condado de Socorro. Ela fica no vale do Rio Grande, a 1396 metros do nível do mar. É a sede e maior cidade do Condado de Socorro.
Socorro é a sede do Instituto de Mineração e Tecnologia do Novo México (o New Mexico Tech), que é uma universidade especializada em ciência e engenharia, com diversos centros de pesquisa.

## Demografia
Segundo o censo americano de 2000, a sua população era de 8 877 habitantes.
Em 2006, foi estimada uma população de 8 604, um decréscimo de 273 (-3.1%).

## Geografia
De acordo com o United States Census Bureau tem uma área de 37,4 km², dos quais 37,3 km² cobertos por terra e 0,1 km² cobertos por água. Socorro localiza-se a aproximadamente 1409 m acima do nível do mar.

## Localidades na vizinhança
O diagrama seguinte representa as localidades num raio de 68 km ao redor de Socorro.